# Bystrany
Bystrany (in ungherese Ágostháza, in tedesco Eulenbach o Wellbach) è un comune della Slovacchia facente parte del distretto di Spišská Nová Ves, nella regione di Košice.